# Major Grom : Le Jeu
 (avril 2024).
Si vous disposez d'ouvrages ou d'articles de référence ou si vous connaissez des sites web de qualité traitant du thème abordé ici, merci de compléter l'article en donnant les références utiles à sa vérifiabilité et en les liant à la section « Notes et références ».
Série Univers Bubble
Major Grom : Le Docteur de peste
(2021)
Pour plus de détails, voir Fiche technique et Distribution.
Major Grom : Le Jeu (Майор Гром: Игра) est un film de super-héros russe réalisé par Oleg Trofime et sorti en 2024. Suite directe au film Major Grom : Le Docteur de peste, le scénario adapte l'un des arcs de la série de bandes dessinées du même nom (en) créée par Artyom Gabrelyanov (en) et éditée par Bubble Comics.

## Synopsis
Un an s'est écoulé depuis la défaite du Docteur de la peste : le milliardaire déchu Sergei Razumovsky est désormais derrière les barreaux.
De son côté, sorti victorieux de l'affrontement, Igor Grom est plus populaire que jamais. Toujours très complice avec son coéquipier Dima, il est désormais en couple avec l'intrépide Yulia.
Mais cette notoriété soudaine n'est pas sans répercussion et, déjà, un ennemi redoutable s'apprête à confronter le trio. Pour Grom, Yulia et Dima, un nouveau combat s'annonce contre le mystérieux Fantôme.

## Fiche technique
Sauf indication contraire, les informations mentionnées dans cette section peuvent être confirmées par la base de données cinématographiques IMDb,  présente dans la section « Liens externes ».
- Titre original : Майор Гром: Игра
- Titre français : Major Grom : Le Jeu[1]
- Réalisation : Oleg Trofime
- Scénario : Artyom Gabrelyanov, Ekaterina Krasner, Nikolay Shishkin d'après l'œuvre éponyme d'Artyom Gabrelyanov et Evgeny Fedotov
- Direction artistique : Anton Smolkin
- Montage : Dmitri Komm
- Musique : Roman Seliverstov
- Production : Olga Filipuk, Artyom Gabrelyanov, Michael Kitaev
- Sociétés de production : Bubble Studios et KinoPoisk
- Sociétés de distribution : Central Partnership (Russie)
- Pays de production :  Russie
- Langue originale : russe
- Format : couleur — son Dolby Digital
- Genre : aventures, action, policier, super-héros
- Durée : 150 minutes
- Dates de sortie :
  - Russie : 23 mai 2024

## Distribution
Sauf indication contraire, les informations mentionnées dans cette section peuvent être confirmées par la base de données cinématographiques IMDb,  présente dans la section « Liens externes ».
- Tikhon Jiznevski : Igor Grom, membre de la police de Saint-Pétersbourg
- Lioubov Aksionova (en) : Yulia Pchelkina, une blogueuse journaliste et petite amie d'Igor
- Aleksandr Seteïkine : Dmitry « Dima » Dubin, jeune partenaire d'Igor
- Alekseï Maklakov (en) : Colonel General Fyodor Prokopenko, chef d'Igor Grom
- Sergueï Gorochko : Sergei Razumovsky, patient en psychiatrie, ennemi d'Igor surnommé « Le Docteur de la peste »
- Dmitri Tchebotariov : Oleg Volkov, ami d'enfance de Razumovsky
- Matvey Lykov : August van der Holt, directeur de la société d'armement Holt International.
- Olga Soutoulova : Maria Arkhipova, lieutenante générale de la police de Moscou
- Andrey Trushin : Otto Schreiber, garde du corps et bras droit de Holt
- Constantin Khabenski : Veniamin Rubenstein, le psychiatre en charge de Sergei Razumovsky